# Tournoi de tennis de Nashville

Le tournoi de Nashville (Tennessee, États-Unis) est un tournoi de tennis féminin du circuit professionnel WTA.
La dernière édition de l'épreuve date de 1991.

## Palmarès

### Simple
| No | Date       | Nom et lieu du tournoi                   | Catégorie      | Dotation       | Surface         | Vainqueure           | Finaliste           | Score          |                |
| -- | ---------- | ---------------------------------------- | -------------- | -------------- | --------------- | -------------------- | ------------------- | -------------- | -------------- |
| 1  | 04-02-1971 | Virginia Slims of Nashville, Chattanooga |                | 12 500 $       | NC              | Billie Jean King     | Ann Haydon-Jones    | 6-4, 6-1       | Tableau        |
|    | 1972       | Pas de tournoi                           | Pas de tournoi | Pas de tournoi | Pas de tournoi  | Pas de tournoi       | Pas de tournoi      | Pas de tournoi | Pas de tournoi |
| 2  | 06-08-1973 | Commerce Union Bank Classic, Nashville   |                | 35 000 $       | Terre (ext.)    | Margaret Smith Court | Billie Jean King    | 6-3, 4-6, 6-2  | Tableau        |
|    | 1974-1980  | Pas de tournoi                           | Pas de tournoi | Pas de tournoi | Pas de tournoi  | Pas de tournoi       | Pas de tournoi      | Pas de tournoi | Pas de tournoi |
| 3  | 16-02-1981 | Avon Futures of Nashville, Nashville     | Futures        | 30 000 $       | Moquette (int.) | Susan Leo            | Kim Sands           | 7-6, 6-3       | Tableau        |
| 4  | 15-02-1982 | Avon Futures of Tennessee, Nashville     | Futures        | 40 000 $       | Moquette (int.) | Eva Pfaff            | Leigh-Anne Thompson | 6-3, 7-5       | Tableau        |
| 5  | 28-02-1983 | Ginny of Nashville, Nashville            |                | 50 000 $       | Moquette (int.) | Kathleen Horvath     | Marcela Skuherská   | 6-4, 6-3       | Tableau        |
| 6  | 02-01-1984 | Ginny of Nashville, Nashville            | VS Tour C1+    | 50 000 $       | Dur (int.)      | Jenny Klitch         | Pam Teeguarden      | 6-2, 6-1       | Tableau        |
|    | 1985-1987  | Pas de tournoi                           | Pas de tournoi | Pas de tournoi | Pas de tournoi  | Pas de tournoi       | Pas de tournoi      | Pas de tournoi | Pas de tournoi |
| 7  | 17-10-1988 | Virginia Slims of Nashville, Nashville   | Tier V         | 100 000 $      | Dur (int.)      | Susan Sloane         | Beverly Bowes       | 6-3, 6-2       | Tableau        |
| 8  | 06-11-1989 | Virginia Slims of Nashville, Nashville   | Tier V         | 100 000 $      | Dur (int.)      | Leila Meskhi         | Helen Kelesi        | 6-2, 6-3       | Tableau        |
| 9  | 29-10-1990 | Virginia Slims of Nashville, Nashville   | Tier IV        | 150 000 $      | Dur (int.)      | Natalia Medvedeva    | Susan Sloane        | 6-3, 7-6       | Tableau        |
| 10 | 04-11-1991 | Virginia Slims of Nashville, Brentwood   | Tier IV        | 150 000 $      | Dur (int.)      | Sabine Appelmans     | Katrina Adams       | 6-2, 6-4       | Tableau        |

### Double
| No | Date       | Nom et lieu du tournoi                  | Catégorie      | Dotation       | Surface         | Vainqueures                           | Finalistes                      | Score          |                |
| -- | ---------- | --------------------------------------- | -------------- | -------------- | --------------- | ------------------------------------- | ------------------------------- | -------------- | -------------- |
| 1  | 04-02-1971 | Virginia Slims of Nashville Chattanooga |                | 12 500 $       | NC              | Rosie Casals Billie Jean King         | Françoise Dürr Ann Haydon-Jones | 6-4, 7-5       | Tableau        |
|    | 1972       | Pas de tournoi                          | Pas de tournoi | Pas de tournoi | Pas de tournoi  | Pas de tournoi                        | Pas de tournoi                  | Pas de tournoi | Pas de tournoi |
| 2  | 06-08-1973 | Commerce Union Bank Classic Nashville   |                | 35 000 $       | Terre (ext.)    | Françoise Dürr Betty Stöve            | Karen Krantzcke Janet Newberry  | 6-4, 6-7, 6-1  | Tableau        |
|    | 1974-1980  | Pas de tournoi                          | Pas de tournoi | Pas de tournoi | Pas de tournoi  | Pas de tournoi                        | Pas de tournoi                  | Pas de tournoi | Pas de tournoi |
| 3  | 16-02-1981 | Avon Futures of Nashville Nashville     | Futures        | 30 000 $       | Moquette (int.) | Marcella Mesker Christiane Jolissaint | Marjorie Blackwood Susan Leo    | 6-3, 6-3       | Tableau        |
| 4  | 15-02-1982 | Avon Futures of Tennessee Nashville     | Futures        | 40 000 $       | Moquette (int.) | Chris O'Neil Mimi Wikstedt            | Sheila McInerney Jane Preyer    | 6-4, 7-63      | Tableau        |
| 5  | 28-02-1983 | Ginny of Nashville Nashville            |                | 50 000 $       | Moquette (int.) | Rosalyn Fairbank Candy Reynolds       | Alycia Moulton Paula Smith      | 6-4, 7-6       | Tableau        |
| 6  | 02-01-1984 | Ginny of Nashville Nashville            | VS Tour C1+    | 50 000 $       | Dur (int.)      | Sherry Acker Candy Reynolds           | Mary Lou Piatek Paula Smith     | 5-7, 7-6, 7-6  | Tableau        |
|    | 1985-1987  | Pas de tournoi                          | Pas de tournoi | Pas de tournoi | Pas de tournoi  | Pas de tournoi                        | Pas de tournoi                  | Pas de tournoi | Pas de tournoi |
| 7  | 17-10-1988 | Virginia Slims of Nashville Nashville   | Tier V         | 100 000 $      | Dur (int.)      | Jenny Byrne Janine Thompson           | Elise Burgin Rosalyn Fairbank   | 7-5, 6-7, 6-4  | Tableau        |
| 8  | 06-11-1989 | Virginia Slims of Nashville Nashville   | Tier V         | 100 000 $      | Dur (int.)      | Manon Bollegraf Meredith McGrath      | Natalia Medvedeva Leila Meskhi  | 1-6, 7-6, 7-6  | Tableau        |
| 9  | 29-10-1990 | Virginia Slims of Nashville Nashville   | Tier IV        | 150 000 $      | Dur (int.)      | Kathy Jordan Larisa Neiland           | Brenda Schultz Caroline Vis     | 6-1, 6-2       | Tableau        |
| 10 | 04-11-1991 | Virginia Slims of Nashville Brentwood   | Tier IV        | 150 000 $      | Dur (int.)      | Sandy Collins Elna Reinach            | Yayuk Basuki Caroline Vis       | 5-7, 6-4, 7-6  | Tableau        |